# 立命館アジア太平洋大学
立命館アジア太平洋大学（りつめいかんアジアたいへいようだいがく、英語: Ritsumeikan Asia Pacific University）は、大分県別府市十文字原一丁目1番地に本部を置く日本の私立大学。2000年創立、2000年大学設置。略称はAPU。
2023年版「QS世界大学ランキング」に、APUが初めてランクインし、日本の私立大学では全国5位の評価を受けた。

## 概要

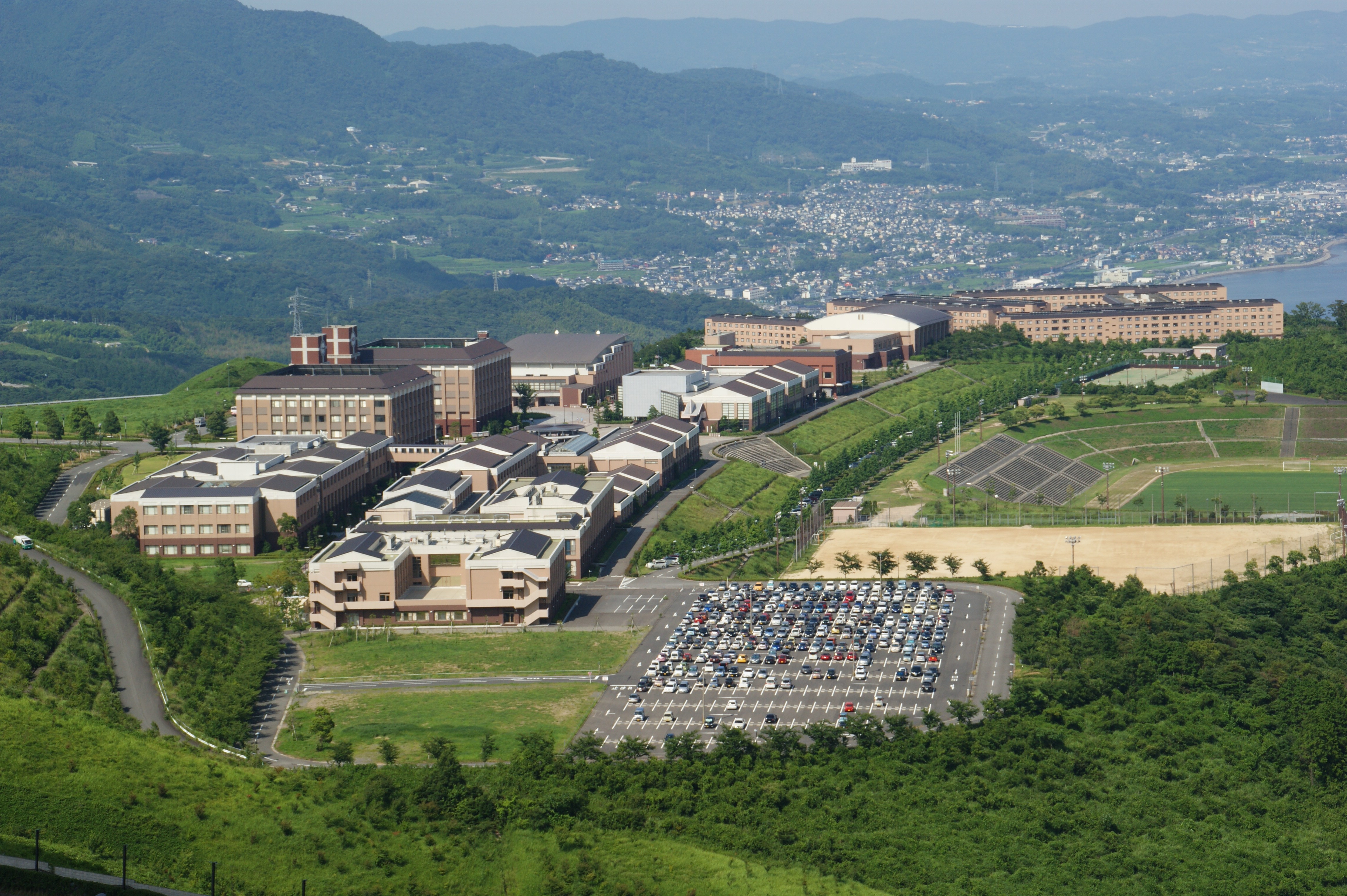
キャンパス全体像

京都府京都市に本部を置く学校法人立命館が大分県別府市に創設した私立大学。建学の精神は『自由と清新』。基本理念に「自由・平和・ヒューマニズム」、「国際相互理解」、「アジア太平洋の未来創造」を掲げる。
タグラインの「Shape Your World」は、約90を超える国・地域から立命館アジア太平洋大学に集まる学生が「自身・世界を創造する姿」のイメージを明示するものとして2008年に制定された。 

## 沿革
- 1995年（平成7年）- 学校法人立命館が新大学設置準備委員会を発足。
- 1996年（平成8年）- 新大学設置委員会発足。大学名称が決定する。立命館アジア太平洋研究センターを設立。
- 1998年（平成10年）- 文部省へ設置認可申請書を提出。韓国・ソウル・インドネシアに事務所を開設。インドネシア事務所開所式。
- 1999年（平成11年）- シンボルマークが決定。立命館アジア太平洋大学が文部大臣の設置認可を受ける。
- 2000年（平成12年）- 開学。アジア太平洋学部(APS)・アジア太平洋マネジメント学部(APM)を設置。
- 2003年（平成15年）- 立命館アジア太平洋大学大学院開設。大学院アジア太平洋研究科・経営管理研究科を設置。
- 2005年（平成17年）- 学則変更認可に伴い、入学定員がアジア太平洋学部445名から650名、アジア太平洋マネジメント学部445名から600名へと増加し、学部全体の収容定員が5,000名となる。
- 2006年（平成18年）- 大分大学と包括的交流協定を締結。国際社会貢献センター（ABIC：Action for a Better International Community）と学術交流協定を締結。インスティテュート「Crossover Advanced Program」設置。大学院アジア太平洋研究科に「日独共同修士プログラム：国際原料流通マネジメントプログラム(IMAT)」を開設。
- 2007年（平成19年）- ニューチャレンジに伴う建設事業竣工式。日本の教育機関では初となる国連世界観光機関（UNWTO）と、「アジア太平洋地域のツーリズムおよびホスピタリティマネジメントに関する教育、研究そして業界支援活動を相互協力するための覚書」を締結。株式会社大分銀行と「連携・協力に関する協定」を締結。株式会社大分放送と学術交流協定を締結。教室棟、研究棟、スチューデントユニオン、APハウス（学生寮）を増築し、2月に竣工。2007年度より供用開始。
- 2008年（平成20年）- 南部陽一郎アカデミック・アドバイザー、ノーベル物理学賞受賞。
- 2009年（平成21年）- アジア太平洋マネジメント学部を国際経営学部に名称変更。スタンフォード大学と新エネルギー研究協定を締結[2]
- 2010年（平成22年）- 立命館アジア太平洋大学・早稲田大学国際教養学部・国際基督教大学・国際教養大学の4大学間において交流協定を締結[3]。
- 2011年（平成23年）- 文部科学省・大学の世界展開力強化事業に「APU-SEUグローバル協働教育プログラム」が採択される。
- 2012年（平成24年）- 国際経営学部及び経営管理研究科がアジア太平洋ビジネススクール協会の常任理事校に選ばれる（国内では慶應義塾大学ビジネススクールに続き二校目）。
- 2014年（平成26年）- 文部科学省指定・スーパーグローバル大学のグローバル化牽引型に採択される。
- 2016年（平成28年）- 国際経営学部と経営管理研究科が日本の大学では3例目となるAACSB（Association to Advance Collegiate Schools of Business）の認証を取得。英語基準での取得は日本初。
- 2017年（平成29年）- ベータ・ガンマ・シグマのチャプターが日本の大学として初めて設立される。
- 2019年（平成31年）大学では初となる環境省の国立公園オフィシャルパートナーシッププログラムに参画。
- 2020年（令和2年）大学院の経営管理研究科（GSM）が国内では2例目となるAMBA（Association of MBAs）の認証を取得。
- 2021年（令和3年）4月 - イギリスのグローバル高等教育評価機関Quacquarelli Symonds（QS）にて国内では2例目となる4つ星評価を獲得。
- 2021年（令和3年）5月 - 国際経営学部及び経営管理研究科が、国連が支援するPRME（Principles for Responsible Management Education：責任ある経営教育のための原則）コミュニティに参画。
- 2021年（令和3年）5月 - アジア太平洋学部の「観光学コース」が国内では2例目となる国連世界観光機関（UNWTO）が定めるTedQual（Tourism Education Quality）の認証を取得。
- 2023年（令和5年）4月 - サステイナビリティ観光学部(ST)を新設[4]。（アジア太平洋学部の「環境・開発コース」及び「観光学コース」を改組）
- 2023年（令和5年）9月 - 国際経営学部長／経営管理研究科長であるALCANTARA Lailani L.（アルカンタラ ライラーニ ライネサ）教授が、AACSBの理事に選出。
- 2024年（令和6年） 3月 - 現役高校生と在学生から「特命副学長」任命制度を導入。
- 2024年（令和6年） 10月 - 沖縄本島北部でテーマパーク「JUNGLIA（ジャングリア）」を計画するジャパンエンターテイメントと産学連携協定を締結[5]。
- 2025年（令和7年） 3月 - スーパーグローバル大学（SGU）創成支援事業で最高評価のSを獲得。なおSGUの採択校37大学のうち、S評価を獲得したのは3大学のみ。
- 2025年（令和7年） 4月 - 国内大学では7大学目となるフェアトレード大学に認定。

## 教育および研究

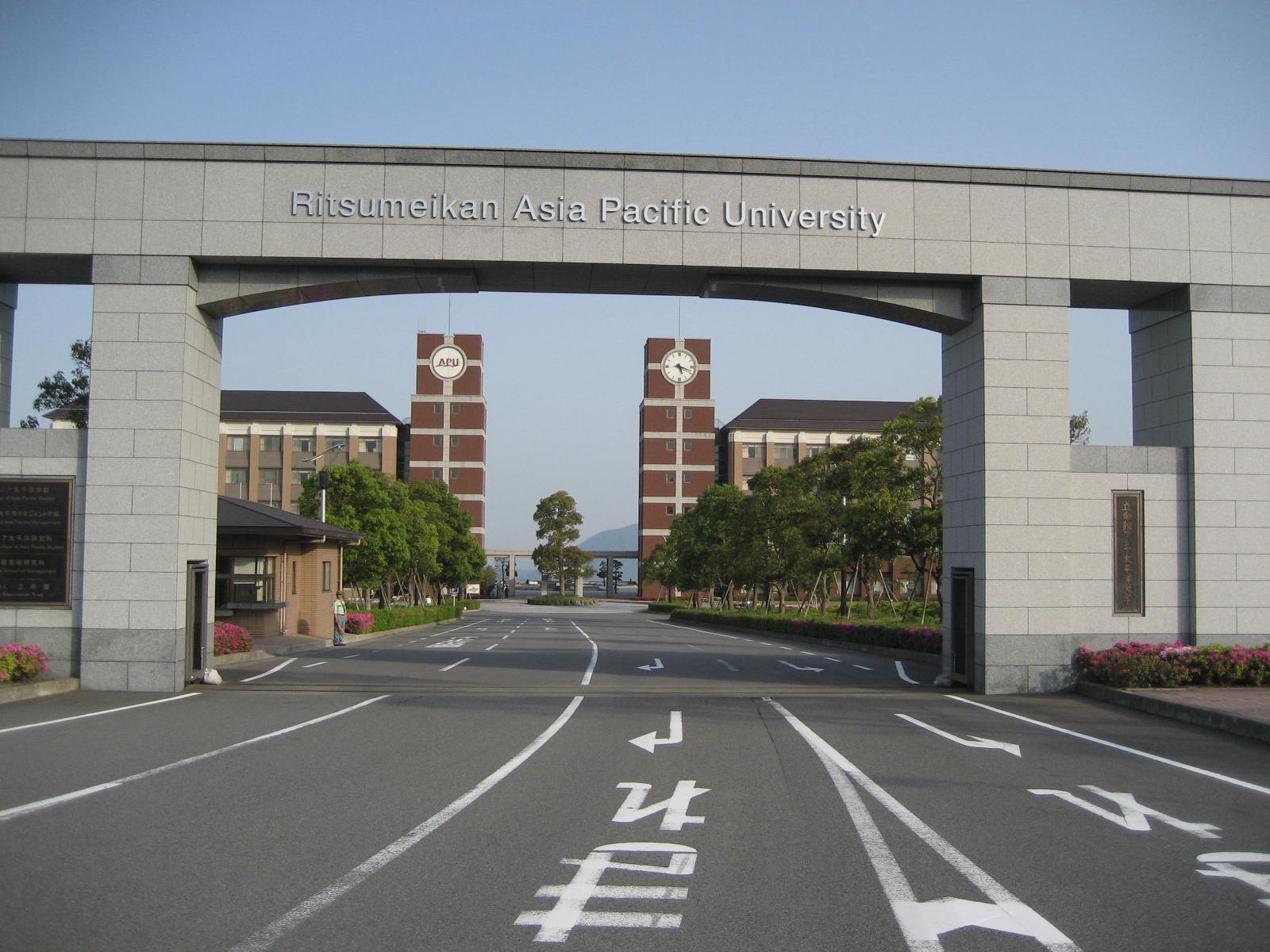
立命館アジア太平洋大学正門

### 組織

#### 学部
- アジア太平洋学部 (APS; College of Asia Pacific Studies)
  - アジア太平洋学科
文化・社会の多様性の中で複雑化するアジア太平洋地域の秩序形成や持続性について「社会学」「国際関係論」「地域研究」をベースに学ぶ。学位は学士（アジア太平洋学）。

- 国際経営学部 (APM; College of International Management)
  - 国際経営学科
ダイナミックに発展するアジア太平洋地域のビジネス社会において、新たな価値の創造を実践できるリーダーに必要とされる経営学を学ぶ。学位は学士（経営学）[6]。

- サステイナビリティ観光学部 (ST; College of Sustainability and Tourism)
  - サステイナビリティ観光学科
社会学を基盤としたカリキュラムおよびキャンパス内外における様々な社会の活動主体と協働した学びを通じ、社会と地域について学問横断的に理解し、持続可能な社会の形成と観光に関する基礎的・専門的知識を修得し、論理的・批判的な思考、定性的・定量的な分析、問題解決および異文化環境におけるコミュニケーションや協働の力を学ぶ。学位は学士（サステイナビリティ観光学）。

#### 大学院
大学院における授業等は全て英語で行われている。
- アジア太平洋研究科 (GSA)
  - アジア太平洋学専攻（博士前期課程、博士後期課程）
修了すれば修士（アジア太平洋学）・博士（アジア太平洋学）の学位が取得できる。
  - 国際協力政策専攻（博士前期課程）
修了すれば修士（国際協力政策）の学位が取得できる。
- 経営管理研究科 (MBA)
  - 経営管理専攻（修士課程）
修了すれば修士（経営管理）の学位が取得できる。

#### 附属機関
学則で定められた附属施設・機関には以下のものがある。
- アジア太平洋研究センター
- 言語教育センター
- 総合情報センター
- 教育開発・学修支援センター
- 立命館アジア太平洋大学孔子学院

### 研究支援事業採択一覧

#### 文部科学省
- スーパーグローバル大学創成支援事業
  - 2014年 Global Learning:大学教育の新しい地平を目指す
- 大学の世界展開力事業
  - APU-SEUグローバル協働教育プログラム～入学前教育から大学教養・専門教育まで～
- 現代的教育ニーズ取組支援プログラム
  - 2007年 学生力を活用した地域への還元教育システム−地域と学生が一緒に創る、別府・泉都観光ルネサンス・プログラム−
  - 2006年 グローバル人材養成のためのキャリア教育
  - 2004年 JWP: Japan & World Perspectives Program
- 大学院教育改革支援プログラム
  - 2007年 立命館アジア太平洋大学MBAプログラム
- 新たな社会的ニーズに対応した学生支援プログラム
  - 2007年 学生による若者と社会のための自主活動支援
- 国費外国人留学生（研究留学生）の優先配置を行う特別プログラム
  - 2007年 革新と創造をもたらす『イノベーションと技術経営』人材育成プログラム
  - 2006年 日本−EU／文理にまたがる大学院共同学位プログラム
  - 2006年 移行経済・経営システム・デザインプログラム
- 大学教育の国際化推進プログラム
  - 2005年 グローバル・アクティブ・ラーニングの開発（知識・経験・交流を連携させた教育プログラムの開発）
- 特色ある大学教育支援プログラム
  - 2003年 多言語環境における日英二言語教育システム

#### 経済産業省
- 電源地域サービス産業人材育成事業
  - 2005年 観光経営人材育成プログラム開発プロジェクト

#### 経済産業省及び文部科学省
- アジア人財資金構想
  - 2007年 グローバルビジネスリーダー育成プログラム

#### 国立情報学研究所
- 次世代学術コンテンツ基盤共同構築事業

## 特徴
教員および学生の約半数が外国籍という環境である。アジア太平洋学部、国際経営学部、サステナビリティ観光学部の三つの学部を持つ。アジア太平洋地域を意識した教育で英語を習得することが求められるのはもちろん、任意でアジア太平洋地域の言語（中国語、韓国語、マレー語、インドネシア語、スペイン語、タイ語、ベトナム語）を1つ以上習得することもできる。
2009年5月1日現在、世界78ヶ国から、2,786名の留学生が集まる大学であり、この数字には含まれないが1年などの短期での留学生も協定校から多数受け入れている。日本人学生（国内学生）の数は3,069名。立命館大学との間で、相互に半年または1年の交換留学プログラムがある。教員の約半数が外国籍であり、スリランカ生まれのモンテ・カセムが学長に就任したことがある。

### 日英二言語教育システム
世界の様々な国や地域から学生が集い、日本国内でもトップクラスの外国人留学生の多さを誇る大学である。延べ受入数は、まだ5000人程度であるが、2008年の在籍者数の比較では日本一となり、2位の早稲田大学、3位の東京大学を上回った（平成21年の統計でも2位である）。加えて、教員の約半数が外国籍という多文化・多言語環境である、
立命館アジア太平洋大学は英語と日本語による二言語教育システムを実践している。1・2年次では各学生の入学基準言語（英語または日本語）で基礎教育を学ぶと同時に言語習得に取り組み、3・4年次までには全学生が日本語と英語のいずれの言語でも専門教育が受けられる言語運用能力を涵養する。配付資料や掲示は日英二言語で表記され、ガイダンスも日本語と英語で行われる。

### CLE（言語教育センター）
日本語・英語による正課プログラムのほかに、言語教育センターではアジア太平洋地域の6言語をカリキュラムで提供し、アクティブ・ラーニングなどのプログラムと連動させている。
アジア太平洋地域の言語は、中国語、韓国語、マレー・インドネシア語、スペイン語、タイ語、ベトナム語の６言語を入門レベルから上級レベルまで開講している。

### Off-Campus Study Program
キャンパス外で行う実践型の学修プログラム。国際社会に通用する専門性や実践力を身につけることを目的とし、正課科目で単位の取得が可能である。
- ACCESS

入学が確定した参加者が、入学直前の3月にアメリカの協定大学へ2 週間留学する入学前海外学習プログラム。
- FIRST

1回生がクオーターブレイクという休暇を利用して国内外に赴き、そこで初めて出会う人々との交流や調査活動を通して、アジアの文化・社会に直接触れることが出来る3泊4日の短期プログラム。
- SECOND

1-3セメスターを対象とし、東南アジア地域での調査活動を通して、東南アジアの文化的多様性の理解を目指すプログラム。
- グローバルコミュニケーション・プログラム

春セメスター第2クォーターの2か月間、アメリカのSt. Edward's University（SEU）へ留学し、全米でも定評のあるリベラルアーツ（教養教育）科目を履修するプログラム。　
- 言語イマージョン・プログラム

海外の大学や大学付属の語学学校などで、夏期・冬期休暇を利用して集中的に言語運用能力の向上を目指すプログラム。
- サービスラーニング・プログラム

学内で行う事前・事後授業と、派遣先で取り組む英語学修及びサービスラーニング実習（インターンシップ、ボランティア等）を組み合わせた、キャリア形成への橋渡し的な役割を担うプログラム。
- SEND

日本人学生が海外の教育機関において、日本語教育支援や日本文化紹介等によって派遣国・地域の教育や国際化に寄与することを目的とした教育インターンシップ。
- インターンシップ

「自由応募型インターンシップ」と「協定型インターンシップ」が存在する。国内外の様々な企業や政府機関などで実施している。
- SOLVE

社会革新や社会的企業を通して、ビジネスコンセプトがどのように実践されているかを身をもって学ぶ、現地実習型プログラム。
- フィールド・スタディ&プロジェクト研究

国際経営学部またはアジア太平洋学部の教員の指導の下で、国内または国外で現場での調査・研究活動を行う実践型のプログラム。
- 日本語パートナーズ

国際交流基金主催のプログラムで、ASEAN諸国の、主として中等教育機関へ出向する。現地日本語教師と学習者の日本語学習の「パートナー」として、授業のアシスタントや会話の相手役といった活動をするとともに、 教室内外での日本語・日本文化紹介活動等を行い、ASEAN諸国の日本語教育を支援する。
- JUMP

学内での言語授業に加え、地域住民との交流や企画を通して、日本語文化・社会の理解を深めるとともに日本語運用能力の飛躍的な向上を目指す、留学生を対象としたプログラム。

### 入学制度/卒業制度
国内外問わず春季と秋季の年2回、学生を受け入れている。また、日英二言語教育システムに早期に対応できる学生確保のため、現地日本語学校や海外主要高校と「協定校」関係を結び、各校の校長の推薦を受けた学生を選抜している。
主な推薦枠
- 海外協定校・海外日本人学校
- 海外政府派遣奨学生 - 2007年より、サウジアラビアから20名の受け入れを開始[10]。

この他、日本では学士課程の卒業に4年以上の在学が必要とされるが、立命館アジア太平洋大学では成績優秀な者に対し、3年または3年半で卒業が可能な「早期卒業制度」を設けている。

## 問題・事件
会計検査院により、2010年度の国が支出する同校への留学生向け補助金が制度の趣旨に反すると指摘された。交付の条件は「留学生が経済的に修学困難な場合」に限定されていたが、留学生の経済状況を調べないまま補助金を申請し、事業団もほとんど審査をせずに交付していたことが判明したという。同校の私立大学への留学生に対する補助金支出額は2683万6千円であった。

## 大学関係者と出身者
歴代学長
- 坂本和一（2000年1月 - 2004年3月）
- モンテ・カセム（2004年4月 - 2009年12月）
- 是永駿（2010年1月 - 2017年12月）
- 出口治明（2018年1月 - 2023年12月）[12]
- 米山裕（2024年1月 - ）

卒業生
- ヴォーン・アリソン（モデル）
- 洲鎌星（ルービックキューブ大会記録保持者）
- 早瀬友浦（テレビ大分リポーター）
- モハメド・サイフラ・オザキ（経済学者・テロリスト）
- だいじろー（YouTuber）
- はるびゅーてぃー(美容研究家)
- 浅川まりな (きゅーんず！メンバー)

## アドバイザリー・コミッティ
アドバイザリー・コミッティは立命館アジア太平洋大学を支援する組織として1996年に設立され、メンバーは世界各国元首・大使をはじめ、日本を代表する経済界の要人で構成される。2007年1月現在で、名誉委員8名、インターナショナル委員10名、アンバサダーメンバー62名、世話人5名、代表世話人3名、委員199名の合計287名で構成される。

## 施設

### APハウス
学生寮「APハウス」があり、新入生の留学生は全員がAPハウスに入る。また、日本の学生も希望者は全員APハウスに入居可能。基本的に国内学生、留学生ともに1年間しかAPハウスに住めない。日本人の月額寮費は49800円、留学生は39800円である。

## 対外関係

### 国内交流協定

#### 大学
- 立命館大学 - 2000年締結。
- 大学コンソーシアムおおいた - 2004年締結。
- 大分大学 - 2006年、協力協定を締結。
- 国際教養大学 - 2010年締結[3]。
- 放送大学[13]
- 早稲田大学 - 2010年締結[3]。
- 国際基督教大学 - 2010年締結[3]。
- 北陸先端科学技術大学院大学 - 2011年、学術交流協定を締結。
- 福岡女子大学 - 2011年、基本協定を締結。
- 九州大学 - 2020年、連携協力協定を締結
- 九州工業大学 - 2024年、連携協力協定を締結

#### 国内交換留学プログラム
立命館大学及び国際教養大学との間で実施されている半年又は1年間の国内交換留学制度。立命館大学は年間30名程度、国際教養大学は年間10名程度の派遣枠がある。その他にも夏期や冬期の一定期間だけ諸大学で学ぶことができる短期プログラムもあり、これに関しては特に人数制限は設けられていない。

#### 高大連携
2007年、学校法人岩田学園と「高大連携に関する協定」を締結。2008年4月から同法人の岩田中学校・高等学校に「APU・立命館コース」を設置する。

#### 地方自治体
- 三重町 - 2001年、友好交流協定を締結。
- 鶴見町 - 2003年、友好交流協定を締結。
- 臼杵市 - 2003年、友好交流協定を締結。
- 別府市 - 2004年、友好交流協定を締結。
- 蒲江町 - 2004年、友好交流協定を締結。
- 大分県 - 2004年、友好交流協定を締結。
- 飯田市 - 2005年、友好交流協定を締結。
- 中津市 - 2006年、友好交流協定を締結。
- 日出町 - 2007年、友好交流協定を締結。
- 佐伯市 - 2007年、友好交流協定を締結。
- 山国町商工会 - 2007年、研究交流協定を締結。
- 国東市 - 2008年、友好交流協定を締結。
- 日田市 - 2008年、友好交流協定を締結。
- 由布市 - 2009年、友好交流協定を締結。
- 杵築市 - 2009年、友好交流協定を締結。
- 宇佐市 - 2009年、友好交流協定を締結。
- 大分市 - 2010年、包括連携協定を締結。
- 竹田市 - 2010年、友好交流協定を締結。
- 豊後高田市 - 2010年、友好交流協定を締結。
- 姫島村 - 2012年、友好交流協定を締結。
- 津久見市 - 2012年、友好交流協定を締結。
- 玖珠町 - 2012年、友好交流協定を締結。
- 気仙沼市 - 2016年、友好交流協定を締結。
- 福岡市 - 2017年、連携協定を締結。
- 飯塚市 - 2024年、連携協定を締結。

#### 産学連携
- 株式会社大分放送  -  2007年、学術交流協定を締結。
- 九州経済連合会  -  2019年、協定を締結。
- オリックス不動産  -  2024年、問題解決型学習プログラムを始動。
- 株式会社トキハ  -  2024年、包括連携協定を締結。
- ジャパンエンターテイメント  -  2024年、連携を締結。

### 海外交流
78カ国・地域、492の大学・研究機関等と協定を締結。

#### 海外交換留学
2024年現在、56カ国・地域、190の大学・機関と交換留学プログラムを実施。

#### 共同学位プログラム協定校（ダブルディグリープログラム）
学士課程
- セント・エドワーズ大学（英語版）（アメリカ合衆国）
- ザルツブルク応用科学大学（ドイツ語版）（オーストリア）
- NEOMA経営大学院（フランス）

修士課程
- トリア単科大学（ドイツ語版）（ドイツ）

### 加盟団体
- 日本私立大学連盟
- 日本青少年育成協会 - 塾や学校の教職員向け自己啓発セミナー・教育コーチングなどを実施している。

## オフィス

### 国内オフィス
- 東京オフィス
- 立命館大阪キャンパス

### 海外オフィス
- 立命館上海交通大学連絡処
- 台湾弁事処
- 韓国オフィス
- インドネシアオフィス
- タイオフィス
- カナダオフィス
- ベトナムオフィス

## 系列校
- 立命館大学
- 立命館中学校・高等学校
- 立命館宇治中学校・高等学校
- 立命館慶祥中学校・高等学校
- 立命館守山中学校・高等学校
- 立命館小学校

## 関係校
- 岩田高等学校（APU・立命館コース）